# La oral deportiva
La Oral Deportiva (también llamado "La Oral Deportiva de Edmundo Campagnale" y "La Oral Deportiva José María Muñoz") es un programa periodístico radial argentino de corte deportivo, decano en su tipo, que se emite ininterrumpidamente desde 1933 por LS5 Radio Rivadavia de Buenos Aires. Con 88 años y 89 temporadas al aire a 2021, es el programa más antiguo de la radiofonía argentina. En el 2021, el programa fue conducido por Martín Perazzo y equipo. En la temporada 2022 la conducción está a cargo de Román Iucht.
El formato del ciclo es deportivo en general, aunque, como sucede en todos los programas deportivos de Argentina, se le otorga una mayor importancia al fútbol. De todos modos se intenta priorizar la información y las notas con los protagonistas de los sucesos deportivos más relevantes.
Desde el 2002 hasta la finalización de 2014, la empresa ESPN se encargó de la producción comercial y periodística del programa con su licencia ESPN Radio, manteniendo la denominación y estructura tradicionales. 
El programa se emite todos los días, de lunes a viernes de 19 a 21 h, y los fines de semana según los horarios de las transmisiones de fútbol.

## Historia
La primera emisión de La Oral Deportiva, fundada por el periodista Edmundo Campagnale, fue en 1933 como un programa informativo de fútbol realizado en la redacción del diario Crítica. Fueron el propio Campagnale y Eduardo “Lalo” Pelicciari quienes se consagraron como las voces futbolísticas de esa década.
Edmundo Campagnale condujo el programa hasta su muerte, en 1958, cuando el periodista José María Muñoz se hizo cargo de La oral deportiva, tarea que ejerció durante 34 años, hasta su fallecimiento. Muñoz fue el más destacado periodista deportivo radial argentino. Sus relatos, acompañados por los comentarios de Enzo Ardigó, consolidaron, durante la década de 1960, un liderazgo tan grande como ningún otro programa en la historia de la radiofonía argentina. En 1965, se sumó Cacho Fontana como locutor comercial y quedó establecido un trío inigualable. Según las mediciones de audiencia de transmisiones de fútbol realizadas en 1968, el 85% de las radios encendidas estaban sintonizadas en Rivadavia. 
Con casi 45 años de profesión, Muñoz se transformó en el periodista más premiado de la radiofonía argentina, con 17 Martín Fierro, dos Santa Clara de Asís y un Premio Ondas (Barcelona). 
En la década de los años '70, este programa marcó el puntapié inicial de la carrera comunicacional de un entonces novato Marcelo Tinelli; al iniciar trabajando como cadete allí realizando notas para este programa, en 1975, cuando apenas sólo tenía 15 años. Esto, dio inicio a su carrera como periodista deportivo y locutor de radio en ese entonces. 

### Era post Muñoz y destacados
Luego de la muerte de José María Muñoz, el 14 de octubre de 1992, su lugar fue ocupado sucesivamente por Enrique Macaya Márquez, Horacio García Blanco, Carlos Hugo Menéndez, Eduardo Luis (año 1993), y posteriormente por Ernesto Cherquis Bialo, desde enero de 1994 hasta diciembre de 2001. 
Desde el 4 de febrero de 2002 y hasta 2014, Enrique Sacco y su equipo de ESPN Radio fueron los responsables de La Oral Deportiva. 
En el programa se desempeñaron también destacados periodistas como Enrique Macaya Márquez, Sebastián Vignolo, Juan Carlos Morales, Néstor Ibarra, Osvaldo Caffarelli, Washington Rivera, Ulises Barrera, Juan José Lujambio, Dante Zavatarelli, Enzo Ardigó, Julio César Calvo, Jorge Bullrich, Horacio García Blanco, Walter Saavedra, Julio Ricardo y Carlos Menéndez, entre otros.
La Oral Deportiva obtuvo seis Premios Martín Fierro hasta la actualidad.

### 2022 y desaparición de las transmisiones deportivas
Debido a un giro en las prioridades de la emisora, este tradicional programa se vio reducido a una tira diaria de lunes a viernes de 23:00 a 0:00 horas.

## Equipo de transmisiones de La Oral Deportiva (hasta febrero de 2022)

### Relatores
- Martin Perazzo
- Diego Olave
- Alejandro Calumite
- Gervasio Rocha

### Comentaristas
- Javier Tabares
- Jorge Marinelli
- Rubén Santos
- Esteban Sassi
- Sergio Danishewsky

### Reporteros
- Miguel Hoffmann
- Augusto Cesar
- Martín Valobra
- Rodrigo Ancora
- Jonatan Kolibski
- Paula Pallás
- Rodrigo Mendoza
- Gonzalo Plotycia

### Estudios centrales
- Franco Rabaglio

### Locución Comercial
- Oscar di Profio
- Carlos Blotta

### Producción
- Alexis Usatinsky
- Juan Pablo Plano